# Musée de la mode d'Anvers
Pour les articles homonymes, voir Musée de la mode.
Le musée de la mode d'Anvers (en néerlandais : Modemuseum Antwerpen, abrégé MoMu) est un musée belge concernant la mode et situé à Anvers. Il est fondé en 2002.
Le musée recueille, conserve, étudie et présente la mode belge. Le musée est spécifiquement axé sur les créateurs de mode belges contemporains en raison de la survenue d'un groupe de créateurs de mode anversois formés durant les années 1980 et années 1990 (Martin Margiela, Dries Van Noten, Ann Demeulemeester, Walter Van Beirendonck, Dirk Van Saene, A.F. Vandevorst, etc.), la plupart étant issus de l'Académie royale des beaux-arts d'Anvers.
Le premier directeur du musée était Linda Loppa, également directrice de l'école de mode de l'Académie royale des beaux-arts d'Anvers. Le directeur actuel du musée est Kaat Debo.